# Лук'янова Марія Федорівна (Герой Соціалістичної Праці)
Марія Федорівна Лук'янова (1893—1969) — працівниця радянського сільського господарства, тваринник, Герой Соціалістичної Праці (1949).

## Біографія
Народилася 14 березня 1893 року в селі Маліво Коломенського повіту Московської губернії (нині Коломенського району Московської області) в сім'ї селянина.
Навчалася в Малівській школі. Жила в селі Зарудня Коломенського району, однієї з перших вступила в колгосп імені Ворошилова. Працювала на тваринницькій фермі. У 1939 році Лук'янова увійшла в число кращих доярок Коломенського району Московської області і стала учасницею Всесоюзної сільськогосподарської виставки в Москві. У 1948 році отримала від восьми корів в середньому по 5017 кг молока.
Крім виробничої, Марія Федорівна займалася громадською діяльністю, обиралася депутатом Коломенської районної ради. Була делегатом XIX з'їзду ВКП(б).
По досягненні пенсійного віку вийшла на заслужений відпочинок. Жила в селі Зарудня Коломенського району, де померла 22 жовтня 1969 року на 77-му році життя. Похована на сільському кладовищі.

## Нагороди
- Указом Президії Верховної Ради СРСР від 7 квітня 1949 року за отримання високої продуктивності тваринництва в 1948 році при виконанні колгоспами обов'язкових поставок сільськогосподарських продуктів і плану розвитку тваринництва по всіх видах худоби Лук'яновій Марії Федорівні присвоєно звання Героя Соціалістичної Праці з врученням ордена Леніна і золотої медалі «Серп і Молот»[3].
- Також нагороджена медалями.